# Stolnica Carlisle
Stolnica Carlisle je anglikanska stolnica I. stopnje v mestu Carlisle v Cumbriji v Angliji. Ustanovljena je bila kot avguštinski priorat in je leta 1133 postala stolnica. Je tudi sedež škofa Carlisla.
Carlisle je druga najmanjša starodavna angleška stolnica. Njene pomembne značilnosti so figurativne rezbarije v kamnu, niz srednjeveških kov in največje okno v slogu decorated gotike v Angliji.

## Zgodovina
Stolnico v Carlislu so začeli graditi leta 1122, med vladavino kralja Henrika I., kot skupnost redovnih kanonikov po reformi opatije Arrouaise v Franciji, ki je sledila strogi obliki kanoničnega življenja, pod vplivom asketskih praks cistercijanov. V tem obdobju je bilo v Angliji zgrajenih veliko velikih avguštinskih cerkva, saj je bil canterburyjski nadškof William de Corbeil član tega reda, vendar je Carlisle ena od samo štirih avguštinskih cerkva v Angliji, ki so postale stolnica, večina samostanskih stolnic je benediktinskih. Cerkev je začel graditi Athelwold, Anglež, ki je postal prvi prior. Leta 1133 je bila cerkev povzdignjena v status stolnice in Athelwold je postal prvi škof Carlisla (1133–55). Leta 1233 sta se stolnični priorski skupnosti pridružila dva samostana v mestu. V bližini stolnice sta bila ustanovljena dominikanski in frančiškanski samostan. Stavba je bila prenovljena v 13. in 14. stoletju, ki jo je spodbudila prisotnost dvora Edvarda I. leta 1307.
V 15. in zgodnjem 16. stoletju so bile samostanske stavbe prenovljene. Z razpustitvijo samostanov leta 1538 in ustanovitvijo Anglikanske cerkve s strani Henrika VIII. kot uradne cerkve v državi so bili dominikanski in frančiškanski samostani razpuščeni in stolnico v Carlislu je vodil posvetni kapitelj, kot stolnici v Lincolnu in Yorku, ta praksa se je nadaljevala do danes. V času angleške državljanske vojne je škotska prezbiterijanska vojska porušila del ladje stolnice, da bi s kamnom okrepila grad Carlisle. Med letoma 1853 in 1870 je stolnico v Carlislu obnovil Ewan Christian. V začetku 19. stoletja je stolnica postala predmet geometrične analize Roberta Williama Billingsa.

## Arhitektura
Stolnica Carlisle je bila zgrajena leta 1123 kot samostanska cerkev, verjetno na temeljih prejšnje cerkve, v normanskem arhitekturnem slogu z masivnimi zidovi, velikimi okroglimi stebri, okroglimi loki in majhnimi okni s polkrožnim zaključkom. Te značilnosti so še vedno vidne v južnem transeptu in preostalih dveh odprtinah ladje, ki se zdaj uporabljata kot kapela mejnega polka. Kamen je lokalni rdeči peščenjak, ki je na delih zunanjosti obarvan skoraj v črno. Stavba je utrpela tudi posedanje, o čemer pričajo stebri, ki so nagnjeni pod različnimi koti.
V 13. stoletju je bil kor stolnice prezidan v gotskem slogu, širši od prvotnega in na drugi osi. Vendar je bilo novo delo močno poškodovano v požaru leta 1292, a se je delo nadaljevalo. Do leta 1322 so bile arkade in skrajni vzhodni traveji dokončani, z dovršenim trakom in steklom vzhodnega okna, ki je bilo nameščeno okoli leta 1350. Zgornje stopnje zidov je dokončal verjetno arhitekt John Lewen, ki je umrl okoli leta 1398. Gotska arkada ima bogato oblikovane loke z okrasjem v obliki pasjega zoba, dvanajst kapitelov pa je izrezljanih z rastlinjem skupaj z majhnimi živahnimi figurami, ki predstavljajo delo po mesecih.
Kor je pokrit z lepim lesenim banjastim obokom iz 14. stoletja. Leta 1856 ga je Owen Jones obnovil in prebarval v nov dizajn. Domneva se, da vzhodne traveje stolnice niso nikoli prejele kamnitega oboka, ker se je na neki točki podrl osrednji zvonik, zato so bila potrebna sredstva za obnovo poškodovanega stolpa in severnega transepta, ki sta bila dokončana okoli leta 1420. [3]
Najpomembnejša arhitekturna značilnost stolnice Carlisle je njeno vzhodno okno. Krogovičje tega okna je v najbolj zapletenem slogu angleške gotike, decorated slogu. To je največje in najbolj zapleteno takšno okno v Angliji, saj je visoko 51 čevljev in široko 26 čevljev. Ima devet luči in risbo, ki je bila po izračunih sestavljena iz 263 točk. Na risbi okna je še vedno velik del izvirnega srednjeveškega stekla.
Stolnica Carlisle ima čudovit komplet 46 izrezljanih lesenih kornih klopi z mizerikordiji, ki so bili nameščeni v zgodnjem 15. stoletju. Mizerikordiji so sedeži na tečajih, »zgrajeni tako, da menihi ne zaspijo med molitvijo«, in izrezljani s številnimi figurami in bitji. Kljub svojemu namenu imajo »stebri, ki podpirajo baldahine sledi, da so jih zažgali utrujeni menihi, ki so zaspali sredi svoje neskončne pobožnosti, medtem ko so v rokah držali prižgano svečo«. Mizerikordiji so bili izdelani iz črnega hrasta, njihova hrbtna stran pa je izrezljana s prizori legend o sv. Antonu Puščavniku, sv. Cuthbertu, sv. Avguštinu in dvanajstih apostolih ter mitološkimi temami. Mizerikordiji Carlisla vključujejo tipično ikonografijo »poldolgih angelov, zveri, ki izhajajo iz Bestiarija, hibridna bitja in pripovedne prizore, vključno z obrnjeno svetovno temo Ženske, ki tepe moškega, brez katere ne bi mogel biti noben spodoben niz mizerikordijev«.
Nežen pozlačen baldahin nad velikim oltarjem je sodobno delo, ki ga je zasnoval sir Charles Nicholson.
Druge zanimive stavbe v okrožju so Fratry iz leta 1500 in Vratnica iz leta 1527.
V srednjem veku je bila stavba Fratry jedilnica stolnega samostana. 3,4 milijona funtov vreden projekt Fratry se je začel leta 2019, da bi dodali novo razširitev, ki so jo zasnovali arhitekti Feilden Fowles. Dekanija vključuje stolp pele iz 15. stoletja, imenovan Priorjev stolp, z lepim sodobno poslikanim stropom.
| Skupna dolžina  | 73m    |
| Skupna širinah  | 43 m   |
| Notranja višina | 22 m   |
| Višina stolpa   | 33,5 m |